# 阮權

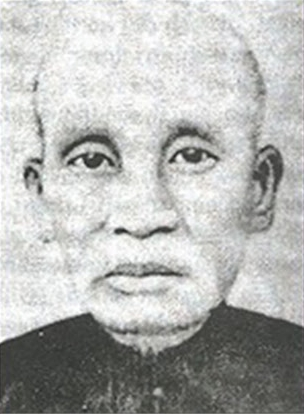
阮權

阮權（1869年—1941年）是越南在法国殖民时期的一位独立运动家、教育家、愛國志士。

## 生平
阮權是北宁省順成府超類縣上卯總上池村（今屬北寧省順成縣）人，嗣德二十二年（1869年）出生。成泰三年（1891年），他參加河南場鄉試，考中秀才。後被任命為谅山省的训导，因此也被人称为训權。他讀过中国维新党人康有为和梁启超的书籍和文章，对此产生共鸣。
1907年3月，他与梁文玕等人一起创办了东京义塾。他们认为儒家思想已经老旧过时，应该放弃，并且向日本和西方国家学习新思想。次年（1908年），法国殖民政府以牽涉河城投毒事件而强制关闭東京義塾。阮權被逮捕流放到昆仑岛監獄。1910年，阮權被殖民政府安置到南圻檳椥省，此後他又遷至瀝架省和沙的省。
1941年，阮權在檳椥去世，享年72歲。